# جون باكا
جون باكا (بالإنجليزية: John Baca)‏ هو عسكري أمريكي، ولد في 10 يناير 1949 في بروفيدنس في الولايات المتحدة.